# بروزو (شهرستان تورک)

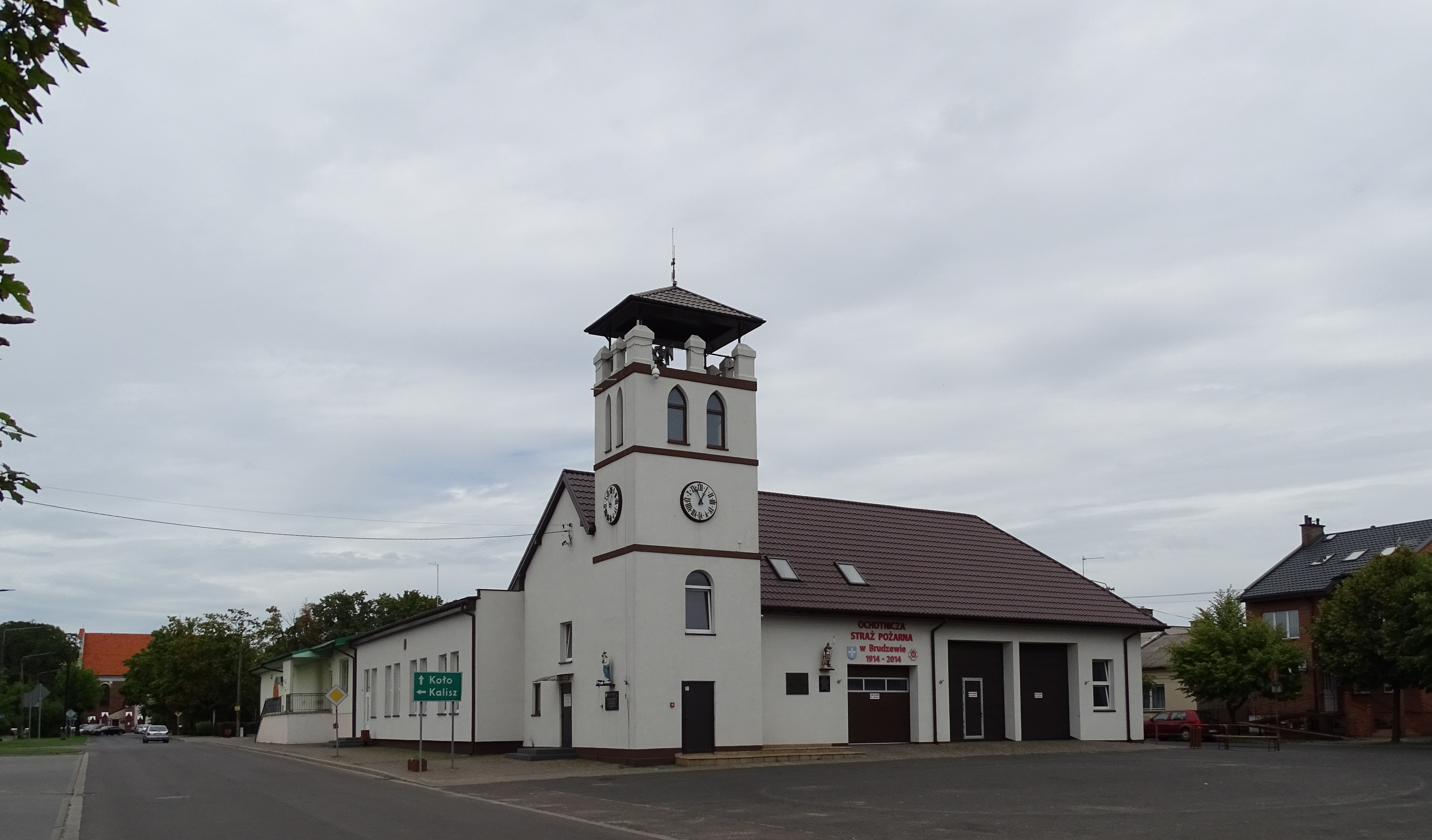
اداره آتش نشانی در بروژو، شهرستان تورک، لهستان بزرگ که در سال 1914 تاسیس شد.

بروزو (به لهستانی:  Brudzew) یک روستا در لهستان است که در گمینا بروزو واقع شده‌است. بروزو ۱٬۶۲۰ نفر جمعیت دارد.